# Donyo Dorje
Donyo Dorje, en  tibetano: དོན་ ཡོད་ རྡོ་ རྗེ , y en  Wylie: Don yod rdo rje, nació en 1463  y falleció el 23 de marzo de 1512. Fue el tercer y más poderoso príncipe de la Dinastía Rinpungpa y mantuvo el poder sobre gran parte del Tíbet central desde 1479 hasta 1512.

## Sucesión y patronato religioso
Donyo Dorje fue el segundo hijo del príncipe de Rinpungpa anterior, Kunzang, que fue el príncipe dominante en Tsang, región del Tíbet centro-occidental. Aunque reinaron de manera autónoma, los Rinpungpa honraron formalmente a la dinastía Phagmodrupa en Ü, en el Tíbet centro-oriental. Al parecer, Kunzang  había muerto en 1479, año en el que Donyo Dorje estableció una relación preceptor-patrón con el jerarcas budista Chokyi Drakpa de la secta Shamarpa; también mantuvo una buena relación con el jerarcas del Karmapa, Chödrak Gyatso e hizo construir un monasterio en Yangpachen. Chödrak Gyatso le pidió a Donyo Dorje que fundara un monasterio en las afueras de Lhasa, área que fue fuertemente influenciada por la secta Gelugpa,razón por la cual los monjes gelugpa de  Sera y  Drepung se ofendieron y arruinaron la construcción. Este incidente aumentó la tensión en los ámbitos políticos y religiosos en el Tíbet central. El gongma o gobernante Kunga Lekpa, de la antigua dinastía Phagmodrupa, residía en Nêdong, al sureste de Lhasa fue influenciado por el poderoso ministro Konchok Rinchen de la familia Kazhipa y tuvo una mala relación con los Rinpungpa.

## La toma de control de Ü
En 1480 Donyo Dorje lideró un importante ejército en Ü en cooperación con tropas de Yung, Yargyab y Gongkar. Llegó al centro del valle de Yarlung y marchó hacia Kyishö, cerca de Lhasa. La familia Kazhipa fue expulsada y algunos distritos fueron reasignados por los Rinpungpa pero se rechazó un asalto contra el monasterio de  Ganden, rechazo  que se atribuyó a los ritos que evocaban el poder de la deidad protectora de seis brazos  Mahakala.  En 1481 se celebró una gran reunión entre los principales mandatarios del Tíbet central y al final el actual rey Kunga Lekpa fue depuesto y reemplazado por su sobrino Ngagi Wangpo. Aun así los conflictos locales continuaron y en 1485 Donyo Dorje atacó Gyangtse. Cuando Ngagi Wangpo murió, en 1491, su hijo Ngawang Tashi Drakpa era menor de edad. En ausencia de un rey Phagmodrupa, el tío de Donyo Dorje, Tsokye Dorje, fue nombrado gobernante provisional en Nêdong.

## Los altos poderes de Rinpungpa
Durante los años siguientes el poder de la Rinpungpa en el Tíbet central fue muy considerable. Donyo Dorje fue tratado con los títulos reales de chogyal y miwang y conocido como «Ü-Tsang Ruzhi Sakyong», es decir, Gobernante de la totalidad del Tíbet central. Debido a su frecuentes campañas y permanencia en  tiendas de campaña, también fue conocido como Depa Garpa cuyo significado es «gobernante móvil o de campamento». Además de ser un protector de los jerarcas de Shamarpa y Karmapa, también inició relaciones cordiales con los abades de  Drikung y Taklung. El asesinato de un patrono local de Lhasa de las sectas Shamarpa y Shanagpa en 1498 provocó una nueva intervención de Donyo Dorje. Las fuerzas Tsang ocuparon la zona Neu, cuyo señor había perpetrado su muerte. Se impuso un control más estricto sobre Lhasa, Potala y otros lugares. Desde esta fecha hasta 1517, los monjes de Karmapa, apoyados por las tropas de Rinpungpa, impidieron que los monjes de Gelugpa participaran en el festival anual de Monlam en Lhasa. La expansión también fue en otras direcciones pues Donyo Dorje sometió el reino de Guge en el Tíbet occidental por medios pacíficos en 1499.

## Tensión creciente
Tsokye Dorje se retiró como regente de Nêdong en 1499 y el joven Ngawang Tashi Drakpa fue entronizado como monarca Phagmodru con el consentimiento de Donyo Dorje. Cinco años más tarde se concertó un matrimonio entre el nuevo gobernante y una princesa Rinpungpa. A pesar de estos arreglos, los problemas surgieron enseguida entre Phagmodrupa y Rinpungpa en 1509. Al año siguiente murió el anciano Tsokye Dorje y mientras se llevaban a cabo sus ceremonias funerarias estalló un conflicto armado entre Donyo Dorje y Ngawang Tashi Drakpa. En ese mismo año se logró la reconciliación a través de la intervención de un clérigo, y Donyo Dorje hizo un homenaje ante el joven rey. Murió el 23 de marzo de 1512, poco después de estos hechos y se realizó una gran ceremonia fúnebre en su honor. Según lo establecido en su testamento, el joven Zilnonpa de Nakhartse asumió la dignidad de liderazgo poco antes del 1505. Este niño nació de la célebre belleza Tsewang Tsangmo, esposa del señor de Nakhartse, que se había visto obligada a entregarse a Donyo Dorje. Aparte de Zilnonpa, tuvo tres hijos más con otras mujeres como Dorje Butri, Serkhangma y Legtso Gyalmo. Esta última se casó con el rey de Fagmodrupa, Ngawang Tashi Drakpa. Después de esta fecha, los poderes del Rinpungpa comenzaron a disminuir progresivamente. El siguiente miembro gobernante de la familia fue su primo Ngawang Namgyal.